# Herman Rydin (generaldirektör)
Sven Ludvig Herman Rydin, född den 2 oktober 1861 i Uppsala, död den 27 mars 1930, var en svensk ämbetsman och militär. Han var son till professor Herman Rydin. 

## Biografi
Rydin växte upp i Walmstedtska gården där hans barndomshem rekonstruerats som ett museum. Rydin avlade hovrättsexamen i Uppsala 1885, blev vice häradshövding 1887, var notarie i andra kammaren 1888–1890, i första kammaren 1890–1897, juridiskt biträde i Väg- och vattenbyggnadsstyrelsen 1890–1897, tillförordnad revisor för statens järnvägsbyggnader 1890–1894, notarie i Järnvägsstyrelsen 1895–96, överdirektörassistent där 1896–1897, tillförordnad byråchef i Telegrafstyrelsen 1897, byråchef där 1900, expeditionschef i Civildepartementet 1902, tillförordnad generaldirektör i Telegrafstyrelsen 1905, expeditionschef i civildepartementet 1906, tillförordnad generaldirektör i Telegrafstyrelsen 1906 och generaldirektör 1907–1927.

## Utmärkelser

### Svenska utmärkelser
- Kommendör med stora korset av Nordstjärneorden, 6 juni 1916.[2]
- Kommendör av första klassen av Nordstjärneorden, 16 juni 1908.[3]

### Utländska utmärkelser
- Storkorset av Danska Dannebrogorden, tidigast 1921 och senast 1925.[4][5]
- Kommendör av andra graden av Danska Dannebrogorden, senast 1910.[6]
- Storkorset av Norska Sankt Olavs orden, tidigast 1925 och senast 1928.[5][7]
- Riddare av första klassen av Norska Sankt Olavs orden, senast 1910.[6]
- Riddare av första klassen av Ryska Sankt Stanislausorden, senast 1910.[6]
- Första klassen av Finska Frihetskorsets orden, 1918.[4][8][9]
- Riddare av andra klassen med kraschan av Preussiska Röda örns orden, tidigast 1910 och senast 1915.[6][10]
- Kommendör av Portugisiska Kristusorden, senast 1910.[6]